# قلعة درسدن
قلعة درسدن أو القصر الملكي: هو أحد أقدم المباني في درسدن بألمانيا، كان موقعًا لإقامة الناخبين خلال الأعوام (1547-1806 م) منذ ما يقارب 400 عام، ولملوك ساكسونيا (1806-1918 م) من ولاية بيتين في ألبرتين، وكذلك ملوك بولندا (1697-1763 م). ويتميز بناؤه بأساليب معمارية مختلفة من عصر الباروك إلى النهضة الجديدة، ويطل القصر الملكي على نهر إلبه، ورغم الدمار الذي حلّ به في الحرب العالمية الثانية، أُعيد بناؤه وأصبح وجهة سياحية تضم كنوزا فنية تشهد على حقبةِ من تاريخِ ألمانيا.
تعد القلعة السكنية مجمع متاحف يحتوي على القبوِ الأخضر الجديد، ومجلس النقود، ومجموعة من المطبوعاتِ والرسومات والصور الفوتوغرافية، وترسانة درسدن ويضم أيضا مكتبة فنية وإدارة مجموعة فنون ولاية درسدن.

## تاريخ القلعة
كانت القلعة الأصلية عبارة عن محمية رومانية تم بناؤها حوالي عام 1200م. أما القلعة «هاوسمانستورم» فقد بُنيت في بداية القرن الخامس عشر، من عام 1468 حتى عام 1480م، حيث بدأت أعمال الصيانة من قِبل باني البناء الرئيسي أرنولد فون ويستفالن، ليصبح مبنىً مغلقًا بأربع أجنحة.
في نصف القرن السادس عشر، أُجريت بعض الإضافات على طِراز عصر النهضة. وبعد حريقٍ كبير في عام 1701م أعاد أغسطس الثاني القوي بناء جزء كبير من القلعة بأسلوب الباروك. كما جرى إنشاء غرف التجميع في نفس الوقت على الجانب الغربي. شُيدت الغرفة الفضية والغرفة النبيلة وغرفة تجميع فاخرة، (يتم حفظ المقتنيات الثمينة بداخلها) في الفترة ما بين 1723-1726م، كما تم بناء غرفة الموقد، وغرفة المجوهرات، وغرفة العاج والغرفة البرونزية في الفترة من 1727-1729م.

### في عصر النهضة الجديدة
لقد أجريت تجديدات وأعقبها عدد من التحديثات مثل التدفئة الأرضية والمصابيح الكهربائية في عام 1914، وفي خارج ستال هوف (ستول كارتيارد) والذي يربط مجمع القلعة بمتحف چوهانوم رسم الفنان ويليام والثر موكب الأمراء. تُوضح اللوحة التي يبلغ طولها 102 متر تاريخ الوتنس (Wettins)، ولأنها اندثرت وتلاشت بسرعة كان قد تم نقلها على بلاط خزفي يبلغ طوله نحو 23000 متر بين عامين 1904-1907.
تم تحويل أجزاء كثيرة من القلعة إلى مكان مفتوح لإطلاق القذائف خلال الفترة التي تم فيها قصف درسدن في 13 فبراير 1945 في الحرب العالمية الثانية، وقد تم تدمير ثلاث غرف من القبو الأخضر وبالرغم من ذلك فقد نجت بعض المجموعات والتي تم نقلها لمكان آمن في قلعة كونيغشتاين في السنوات الأولى من الحرب.
خلال الخمسة عشر عامًا الأولى بعد نهاية الحرب العالمية الثانية لم تكن هناك أي مبادرات لإعادة بناء القلعة إلا أنه قد تم تثبيت سقف مؤقت في عام 1946، بدأت عمليات الترميم في ستينيات القرن العشرين وذلك بتركيب نوافذ جديدة ولم يتم تغييرها منذ ذلك الحين.

## المتاحف
تضم قلعة دريسدن خمسة أقسام من المتاحف:
متحف القبو الأخضر، والمخزن الأخضر الجديد، وخزانة العملة، ومجموعة من المطبوعات والرسومات والصور الفوتوغرافية، مستودع دريسدن للأسلحة والغرفة التركية وجناح النهضة.
كما يمكن الوصول إلى مكتبة (Kunstbibliothek) التي تحتوي على نحو 260,000 مجلد من المؤلفات الخاصة عن تاريخ الفن. ويرتبط طابع المقتنيات ارتباطا وثيقا بمراكز التنسيق في مجال جمع المتاحف.

### متحف القبو الأخضر
يضم المتحف أكبر تجميعة من الكنوز في أوروبا، التي تم اكتشافها بواسطة أغسطس الثاني القوي في عام 1723. تبرز هذه المجموعة بتنوعها الغني والفريد، شاملة معروضات من عصر الباروك حتى الكلاسيكية. يتألف المتحف من المدفن الأخضر التاريخي والمدفن الأخضر الجديد. يُعرف المدفن الأخضر القديم بـ "غرف الكنوز" وهو في حد ذاته تحفة فنية باروكية، بينما يتمتع المدفن الأخضر الجديد بطابع أكثر حداثة. يقع المدفن الأخضر القديم في الطابق الأرضي لقلعة درسدن، وتتطلب الزيارة حجزًا مسبقًا، في حين أن الدخول إلى المدفن الأخضر الجديد الواقع في الطابق الثاني غير محدود.

### خزانة عملة
يعتبر نقودي مجلس الوزراء الذي يشمل حوالي 300,000 قطعة أحد أقدم متاحف دريسدين، إذ يعود تاريخه إلى القرن السادس عشر، إنه يحتوي على أحد أكبر المجموعات العالمية في أوروبا، بدءًا من العصور الكلاسيكية القديمة إلى العملات المستخدمة حاليًا، هنالك 30,000 عملة ساكسونسية وقلادات تظهر الحقبات المختلفة في التاريخ الساكسوني، تحتوي المجموعات أيضا على أوامر وشارات، أوراق نقدية، روابط تاريخية، قلادات، صك قطع نقدية وميداليات بالإضافة إلى إنشاء الآليات والمعدات، يعرض المتحف حوالي 3300 قطعة معلقة في أربع غرف.

### مجموعة من المطبوعات والرسومات و الصور
تعرض مجموعة المطبوعات والرسومات والصور الفوتوغرافية كبفريستش-كابنيت Kupferstich-Kabinett أعمالا لفنانيين مشهورين من عدة بلدان. هناك ما يقارب  515,000 مجموعة لأكثر من 20,000 فنان على مدى ثمانية قرون. وتحتوي هذه المجموعات على رسومات ومطبوعات من قبل أساتذة قدماء مثل: ألبريشت دورر ورامبرنت وميشيل أنجلو وكاسبر ديفيد فريدريش، بالإضافة إلى فنانين لاحقين، مثل: هنري دي تولوز لوتريك، و بابلو بيكاسو. يتم عرض النقوش التي قام بها مارتن شونجاور واللوحات الخشبية التي قام بها لوكاس كراناخ الأكبر جنبًا إلى جنب مع أعمال التصوير الفوتوغرافي. وتعرض أيضًا مجموعة من الرسومات والفن التصويري للكاتب كاثي كول ويتز .

### مخزن الأسلحة
يمتلك دريسدن أرموري (Rüstkammer) مجموعة من الأسلحة وترساناتها الخاصة التي تعتبر أحد المجموعات القيمة على الإطلاق، وتعود ملكيتها إلى أمراء ساكسون وبعض الناخبون. ويشمل المعرض على حوالي 10 ألاف قطعة من بينها الخوذات والدروع والسيوف والسناجر والخناجر والصولجان والمسدسات والبنادق ومعدات ركوب الخيل والملابس الاحتفالية.

### الغرفة التركية
(Türckische Cammer) عبارة عن مجموعة منفصلة من الأسلحة داخل مستودع درسدن والذي يركز على فن الإمبراطورية العثمانية والتي تحتوي على أكثر من 600 قطعة فنية مستوحاة من الإمبراطورية العثمانية وهذا ما يجعلها واحدة من أقدم وأهم المجموعات خارج تركيا. ما بين القرنين السادس عشر والتاسع عشر جمع ناخبو ساكسونيا وذلك بدافع شغفهم ورغبتهم بالحصول على المكانة الملكية بتجمع ثروة.

## قاعات القصر
سيتم إعادة فتح مجموعة من أربع غرف نوم تم ترميمها بالكامل في سبتمبر عام 2019، تزامنا مع مرور 300 عام على تأسيسها من قِبل أوغسطس الثاني القوي وبالإضافة إلى ذلك، أعيد فتح قاعة الاحتفالات الصغيرة في جورجينبوا(Georgenbau) حيث عرضت إحدى إضافات القرن التاسع عشر إلى القصر.

## السرقات
في الخامس والعشرين من  نوفمبر 2019 قام لصوص ملثمين بسرقة الجواهر الساكسونية الملكية وأشياء أخرى لا تقدر بثمن من المتحف بعملية يشار إليها «بالسطو على دريسدن». قام اللصوص بتعطيل حركة مربع التقاطع والدخول إلى المتحف عن طريق الإلهاء. تم العثور على سيارة المهرب في وقت لاحق في موقف للسيارات تحت الأرض. ووفقا للصحافة تعتبر هذه السرقة واحدة من أكبر السرقات وأكثرها أهمية منذ الحرب العالمية الثانية. قدرت قيمة المسروقات بحوالي مليار يورو.